# Mniobia dentata
Mniobia dentata är en hjuldjursart som beskrevs av Haigh 1963. Mniobia dentata ingår i släktet Mniobia och familjen Philodinidae. Inga underarter finns listade i Catalogue of Life.